# Brigadör
Brigadör är en försvenskning av franskans brigadier, eller med ett annat namn brigadgeneral.
I Frälsningsarmén är brigadör en officersgrad mellan major och överstelöjtnant. Sedan 1970-talet utnämns inga fler brigadörer men de som redan fått denna grad får behålla den.